# Garcinia murtonii
Garcinia murtonii är en tvåhjärtbladig växtart som beskrevs av T. C Whitmore. Garcinia murtonii ingår i släktet Garcinia och familjen Clusiaceae. Inga underarter finns listade i Catalogue of Life.